# Borohydrure de béryllium
Le borohydrure de béryllium est un composé chimique de formule Be(BH4)2. La molécule est linéaire et de structure H2BH2BeH2BH2 pouvant être vue comme deux unités borane BH3 encadrant une unité hydrure de béryllium BeH2 unies par des atomes d'hydrogène pontants formant des liaisons 3c-2e avec le bore et le béryllium. Il s'agit d'un solide qui se sublime à 91,3 °C et se décompose au-dessus de 123 °C. Il présente une structure cristalline quadratique appartenant au groupe d'espace I41cd (no 110) et constituée d'unités BH4Be et BH4 disposées de façon hélicoïdale.
Le borohydrure de béryllium réagit violemment au contact de l'eau. Il peut être obtenu par réaction du chlorure de béryllium BeCl2 avec le borohydrure de lithium LiBH4, ou encore par réaction du diborane B2H6 avec le diméthylbéryllium Be(CH3)2. L'éthérate de borohydrure de béryllium Be[BH4]2⋅(C2H5)2O peut être utilisé avec la triphénylphosphine (C6H5)3P comme source d'hydrure de béryllium BeH2 :
Be[BH4]2⋅(C2H5)2O + 2 (C6H5)3P → BeH2+ 2 (C6H5)3P⋅BH3 + (C2H5)2O.